# Mycosylva clarkii
Mycosylva clarkii är en svampart som beskrevs av M.C. Tulloch 1973. Mycosylva clarkii ingår i släktet Mycosylva, divisionen sporsäcksvampar och riket svampar.   Inga underarter finns listade i Catalogue of Life.